# La Bien-aimée (Rossetti)
La Bien-aimée (The Beloved ou The Bride) est une huile sur toile peinte entre 1865 et 1866 par Dante Gabriel Rossetti (1828–1882) et exposé à la Tate Gallery à Londres.

## Histoire
Le tableau illustre le Cantique des cantiques. Afin d'identifier clairement le sujet de ce tableau,  Dante Gabriel Rossetti a inscrit ces quelques lignes sur le cadre doré de la toile se référent à cette suite de poèmes bibliques.
« Mon bien-aimé est à moi, et je suis à lui (Cantique, II, 16) ; 

Qu'il me baise des baisers de sa bouche ! Car ton amour vaut mieux que le vin (Cantique, I, 2). »

## Description

### Scène
Le tableau représente une jeune femme lors de sa cérémonie de mariage, accompagnée de ses demoiselles d'honneur et qui semble lever son voile pour révéler sa beauté à son époux pour la première fois. La coiffure est complexe et à sa robe, vert et imprimé de fleurs, est exotique. Un jeune garçon noir a été ajouté par Rossetti pour peut-être ajouter une autre note « exotique » à ce tableau.

### Modèles

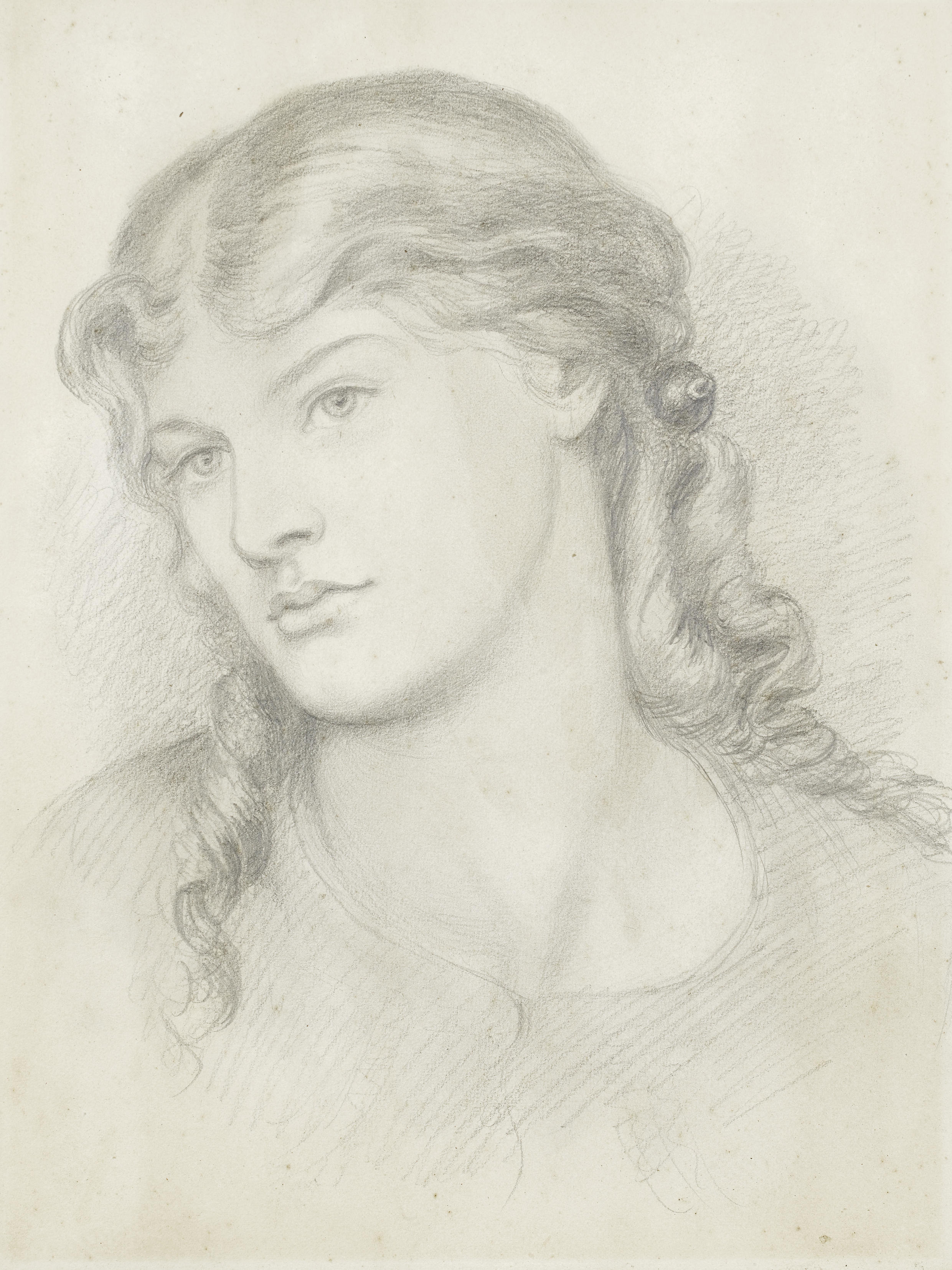
Portrait d'Alexa Wilding par Rossetti en 1864

- Alexa Wilding (premier plan, au centre : la Bien-Aimée) : modèle déjà représenté dans son tableau Venus Verticordia
- Ellen Smith (premier plan, à gauche)
- Keomi Gray (1849–1914) (premier plan, à droite)
- Marie Ford (second plan, à gauche)
- Fanny Eaton (1835–1924) (second plan, à droite)
- L'enfant noir (inconnu, en premier plan, sous la Bien-Aimée)

## Propriétaires et exposition

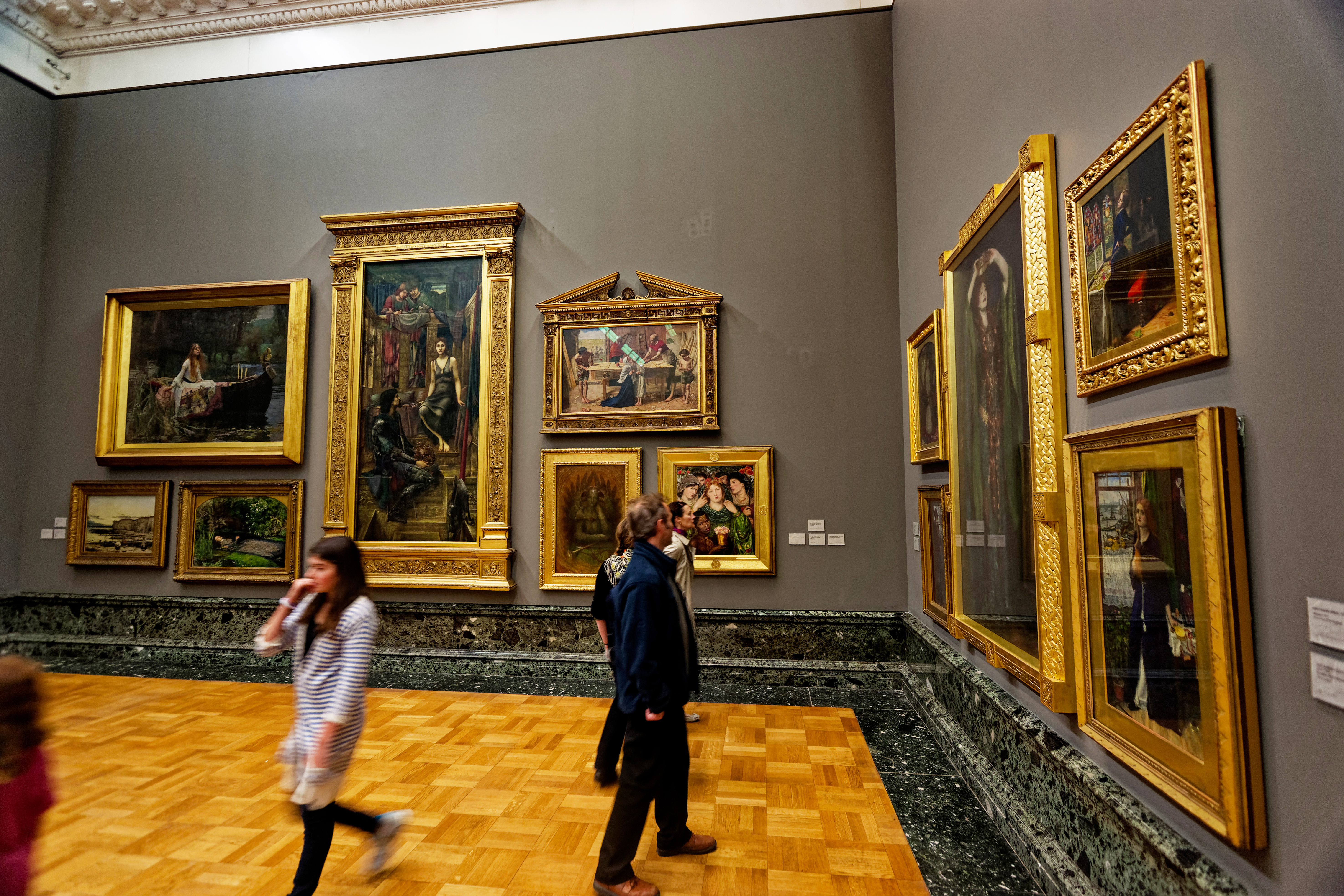
Situation du tableau dans la Tate Galery

Le premier propriétaire de ce tableau fut le banquier, agent de change et mécène britannique George Rae demeurant à Birkenhead, dans le nord-ouest de l'Angleterre. L'œuvre fut commandé en 1863 pour 300  livre sterling mais fut achevée trois années plus tard. L'homme fut également le propriétaire du tableau Monna Vanna  ainsi que d'autres tableaux de peintres relevant du mouvement des préraphaélites.
Le tableau, entouré par un cadre doré, est exposé au public dans un couloir du musée de Tate gallery Britain à Londres.